# Rebirth (album, Lil Wayne)
Rebirth je sedmé studiové album amerického rappera Lil Waynea. Bylo vydáno 2. února 2010 společnostmi Young Money Entertainment, Cash Money Records a Universal Motown. Jde o jeho rap rockový debut.

## O Albu
Album bylo plánováno k vydání na začátek roku 2009, ale po několika odloženích bylo vydáno až v únoru 2010. Také se uvažovalo, že by šlo o re-edici úspěšného alba Tha Carter III, která by nesla název Tha Carter III: The Rebirth. Ovšem i od toho se ustoupilo, a tak vyniklo kompletně nové rap rockové album.
Produkci převážně zajistili hip hopoví producenti Cool & Dre, DJ Infamous, J.U.S.T.I.C.E League, Hit-Boy, StreetRunner, ale také rockoví producenti Kevin Rudolf a Travis Barker.
Na albu hostují umělci, jako jsou zpěvačka Shanell, zpěvák Kevin Rudolf a rappeři Nicki Minaj a Eminem.

### Singly
Prvním singlem z alba byla rocková píseň "Prom Queen" (ft. Shanell), která se umístila na 15. příčce žebříčku Billboard Hot 100, čím se stala nejlépe umístěným singlem z alba Rebirth.
O jedenáct měsíců později byl vydán druhý singl píseň ve stylu Electro hop s názvem "On Fire". Ta se umístila na 62. příčce žebříčku Billboard Hot 100.
Třetím a posledním singlem z alba byla hip hopová píseň "Drop the World" (ft. Eminem). Tento singl se umístil na 18. příčce a jako jediný z alba získal certifikaci od společnosti RIAA, a to rovnou platinovou.
Po vydání se v žebříčku Billboard Hot 100 objevily dvě další písně z alba. Nejdříve "American Star" (ft. Shanell), která se umístila na 91. příčce, a poté "Knockout" (ft. Nicki Minaj), která se vyšplhala na 44. příčku a získala zlatou certifikaci.

## Po vydání
Album debutovalo na druhé příčce žebříčku Billboard 200 se 176 000 prodanými kusy v první týden prodeje v USA. Celkem se alba v USA prodalo 775 000 kusů. Album tedy získalo certifikaci zlatá deska od společnosti RIAA za 500 000 prodaných kusů.

### Další kritiky
- na Metacritic.com - 37/100 [5]

## Seznam skladeb
| #  | Píseň                | Host(é)      | Producent(i)                      | Délka |
| -- | -------------------- | ------------ | --------------------------------- | ----- |
| 1  | "American Star"      | Shanell      | DJ Nasty & LVM                    | 3:37  |
| 2  | "Prom Queen"         | Shanell      | DJ Infamous, Drew Correa          | 3:37  |
| 3  | "Ground Zero"        |              | Streetrunner, DJ Infamous         | 3:57  |
| 4  | "Da Da Da"           |              | Cool & Dre                        | 3:40  |
| 5  | "Paradice"           |              | Kevin Rudolf, Cool & Dre          | 3:57  |
| 6  | "Get a Life"         |              | Cool & Dre                        | 3:12  |
| 7  | "On Fire"            |              | Cool & Dre                        | 4:08  |
| 8  | "Drop the World"     | Eminem       | Hit-Boy, Chase N. Cashe           | 3:49  |
| 9  | "Runnin'"            | Shanell      | J.U.S.T.I.C.E. League             | 4:31  |
| 10 | "One Way Trip"       | Kevin Rudolf | T. Barker, K. Rudolf, DJ Infamous | 4:38  |
| 11 | "Knockout"           | Nicki Minaj  | J.U.S.T.I.C.E. League             | 4:09  |
| 12 | "The Price Is Wrong" |              | DJ Infamous                       | 3:28  |

### Deluxe Edition Bonusy
- 13. "I'll Die for You" / Cool & Dre / 5:07
- 14. "I'm So Over You" (ft. Shanell) / DJ Infamous / 2:58

## Mezinárodní žebříčky
| Země                     | Umístění |
| ------------------------ | -------- |
| Austrálie                | 51       |
| Kanada                   | 5        |
| UK Albums Chart          | 24       |
| US Billboard 200         | 2        |
| US Billboard R&B/Hip-Hop | 1        |
| US Billboard Rap         | 1        |